# 加菲爾德鎮區 (堪薩斯州傑克遜縣)
加菲爾德鎮區（英語：Garfield Township）為美國堪薩斯州傑克遜縣轄下的鎮區。2010年美国人口普查中此鎮區人口有640人。

## 地理
加菲爾德鎮區涵蓋總面積為88.1平方（34.01平方英里），其中陸地面積為87.7平方（33.87平方英里），水域面積為0.36平方（0.14平方英里）或0.41%。海拔高度339（1,112英尺）。

## 人口統計
根據2010年美國人口普查，加菲爾德鎮區人口有640人，其中男性有303人，女性有337人，人口密度為每平方公里7.27人，住房計283戶。鎮區內的白人有627人，非裔美國人有0人，美洲原住民有2人，亞裔美國人有1人，太平洋島裔美國人有0人，其他種族有0人，混血種族則有10人。此外鎮區內有3人為西班牙裔或拉丁裔美國人。此鎮區之年齡中位數為41.7歲，而男性年齡中位數為42.2歲，女性年齡中位數為41.1歲。

## 交通

### 主要公路
- 16號堪薩斯州州道
- 116號堪薩斯州州道